# Agawa River
Der Agawa River ist ein Zufluss des Oberen Sees in der kanadischen Provinz Ontario.

## Flusslauf
Der Agawa River entspringt im See Agawa Lake nördlich des Oberen Sees. Er fließt anfangs nach Süden, wendet sich dann aber nach Westen. Er erreicht die Grenze des Lake Superior Provincial Parks und wendet sich nach Süden. Der Agawa River fließt nun über eine Strecke von etwa 40 km durch den Agawa Canyon entlang einer Verwerfungszone im Kanadischen Schild nach Süden. Schließlich wendet sich der Fluss nach Westen und erreicht nach weiteren 10 km den Oberen See. Die letzten Kilometer liegen innerhalb des Lake Superior Provincial Parks. Der Agawa River hat eine Länge von etwa 100 km. 

## Tourismus
Die Algoma Central Railway verläuft entlang dem Agawa Canyon. Bei Meile 114 (Canyon Station) befindet sich ein Haltepunkt, der auch als Ausgangspunkt für Wildwasserkanuten dient. Von hier kann man 29 km flussabwärts bis zur Flussmündung zurücklegen. Es befinden sich Stromschnellen der Schwierigkeitsgrade I bis IV auf der Strecke. Es gibt auch mehrere Portage-Stellen. Am Unterlauf liegt der Wasserfall Agawa Falls. Nahe der Mündung befindet sich der Agawa Rock mit Felszeichnungen.